# Coboldia fuscipes
Coboldia
Genre
Espèce
Coboldia fuscipes, unique représentant du genre Coboldia, est une espèce d'insectes diptères nématocères de la famille des Scatopsidae.

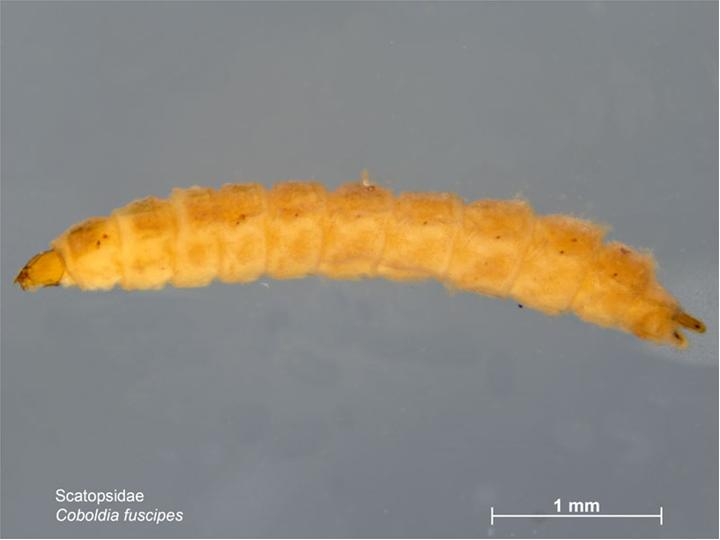
Larve de Coboldia fuscipes.

## Description
Ce moucheron d'environ 2 mm de long est certainement le Scatopsidé le plus largement distribué et le plus communément rencontré. Il a en effet pratiquement colonisé le monde entier, sans doute transporté accidentellement par l'Homme, et occupe les milieux les plus divers. Les larves peuvent se développer dans une grande variété de matières organiques en décomposition, d'origine tant animale que végétale, dans les champignons, les  matières fécales, etc. Cette espèce peut pulluler lorsque les conditions de développement sont favorables, dans les composts par exemple. Plusieurs générations annuelles se succèdent à un rythme rapide lorsque les conditions sont favorables. Bien que très généralement inoffensive (et même bénéfique par son rôle dans la décomposition de la matière organique), Coboldia fuscipes a depuis quelques années été rapportée comme ravageur dans des cultures de champignons en Asie.